# Grauanthus
Grauanthus é um género botânico pertencente à família Asteraceae.